# Chytridhaema cladocerarum
Chytridhaema cladocerarum är en svampart som beskrevs av Moniez 1887. Chytridhaema cladocerarum ingår i släktet Chytridhaema och familjen Olpidiaceae.   Inga underarter finns listade i Catalogue of Life.